# Orden Manuel Fernando Zárate
La Orden Manuel Fernando Zárate se concede en la República de Panamá a destacadas personalidades en el ámbito folclórico reuniendo las siguientes cualidades o características:
- Personas que se destaquen en la búsqueda, el rescate, el conocimiento y la conservación del folclor panameño
- tomando en consideración a quienes valoran, comparten y respetan las variadas expresiones de conducta, hábitos, bailes, danzas, obras y cantos populares.[1]

## Historia
En junio de 2009, la Asamblea Nacional promulgó la Ley 40 por el cual crea la distinción Orden Manuel Fernando Zárate, en honor al célebre folclorista panameño.  El Patronato del Festival Nacional de la Mejorana se encarga de promover, organizar y ejecutar la ceremonia de imposición en Guararé en el marco de la celebración del Festival Nacional de la Mejorana de cada año.  El condecorado recibe una medalla de oro.

## Consejo para la selección postulante
Anualmente se integrará un consejo para la Orden Manuel Fernando Zárate, el cual estará integrado por tres miembros.  Un representante del Ministerio de Educación quien lo presidirá; Un representante del Instituto Nacional de Cultura quien será el secretario; y, un miembro del Patronato del Festival Nacional de la Mejorana.  Los miembros del consejo analizarán las recomendaciones que el Patronato del Festival Nacional de la Mejorana presente a la persona que considera debe otorgársele la condecoración.  A más tardar el 22 de junio de cada año se dará a conocer el resultado del análisis para la escogencia del condecorado.

## Condecoraciones otorgadas
| Año  | Nombre          |
| ---- | --------------- |
| 2010 | Ubaldino García |